# Aparna Rao
Aparna Rao (3 de fevereiro de 1950 – 28 de junho de 2005) foi uma antropóloga alemã que realizou estudos sobre grupos sociais no Afeganistão, França e algumas regiões da Índia. Seus estudos de doutorado se concentraram em antropogeografia, etnologia e estudos islâmicos. Rao ensinou antropologia na Universidade de Colônia, servindo por um breve período como presidente do Departamento de Etnologia do Instituto do Sul da Ásia da Universidade de Heidelberg, Alemanha.
A pesquisa de Rao se concentrou em populações agrárias peripatéticas no Afeganistão, França, Jammu, Caxemira e Rajastão ocidental. Rao pesquisou o impacto do conflito na Caxemira no meio ambiente e na vida das pessoas. Seu trabalho de 1982, Les Ġhorbat d'Afghanistan. Aspects Économiques d'un Groupe Itinérant 'Jat', pesquisou a composição étnica e a economia local do Afeganistão. Seu livro Autonomy: Life Cycle, Gender, and Status between Himalayan Pastoralists recebeu o prêmio Choice de 1999.
Aparna Rao nasceu em Nova Delhi, Índia, filha de pais educados em Oxford que eram ativistas políticos.  Em 1980, casou-se com Michael Casimir, professor emérito do Instituto de Antropologia Social e Cultural da Universidade de Colônia, Alemanha.
Rao estudou literatura francesa, linguística, antropologia cultural, antropologia física, sociologia e etnologia na Universidade de Estrasburgo. Ela recebeu seu mestrado em antropologia pela Universidade de Estrasburgo em 1974 e, mais tarde, em 1980, completou seu doutorado. em etnologia pela Universidade Paris-Sorbonne. Rao estudou antropogeografia, etnologia e estudos islâmicos durante seus estudos de doutorado. Ela falava vários idiomas, incluindo bengali, inglês, francês, alemão, hindi, persa, romano e urdu.

## Carreira acadêmica
Rao ensinou antropologia como professor associado na Universidade de Colônia. Ela se tornou membro da Société Asiatique em 1981. De 1993 a 1995, foi presidente do Departamento de Etnologia do Instituto da Ásia do Sul da Universidade de Heidelberg, Alemanha. De 1995 a 1998, ela atuou como co-presidente da Comissão de Povos Nômades da União Internacional de Ciências Etnológicas e Antropológicas, juntamente com Michael Casimir. Ela fazia parte do conselho de administração da Association of Gypsy Lore Studies. Ela era editora-chefe do jornal Nomadic Peoples .
Entre 1995 e 1997, foi convidada como pesquisadora visitante pelo Instituto de Estudos de Desenvolvimento em Jaipur, e entre 2003 e 2004, pelo Centro para o Estudo de Sociedades em Desenvolvimento de Delhi. Antes de sua morte, em junho de 2005, ela foi escalada para ser a diretora de pesquisa da École des Hautes Etudes, em Paris.

## Pesquisar
Rao realizou estudos de campo sobre os povos agrícolas, pastoris e peripatéticos. Ela pesquisou a economia, etnia, relações de gênero e organização social de povos pastoris e peripatéticos no Afeganistão, França e Caxemira. Ela estudou cognição, economia, meio ambiente e mudança social no meio de grupos sociais em Rajasthan e Caxemira. De acordo com Jadwiga Pstrusińska, utilizando seu conhecimento de nível nativo de uma língua indiana, ela descobriu fenômenos anteriormente não observados nas línguas do Afeganistão durante seus estudos etnológicos sobre a população peripatética do país na década de 1980. Em sua pesquisa no Afeganistão, Rao identificou os povos Jalali, Pikraj, Shadibaz e Vangawala como quatro clãs de "nômades industriais" que falam um dialeto do norte da Índia e têm características de ciganos. Em 2004, a população total estimada dos quatro clãs no Afeganistão era de 7.000. Entre 1980 e 1992, ela realizou uma pesquisa etnográfica sobre a agência e autonomia dentro dos Bakarwals cujas tradições incorporaram elementos daqueles dos pashtuns e punjabis.
Os trabalhos de pesquisa de Rao incluíram o impacto do conflito na Caxemira no meio ambiente e na vida das pessoas, e de 1991 a 1994, ela fez pesquisas sobre os conflitos étnicos, religiosos e políticos em Jammu e Caxemira. Rena C. Gropper, do Hunter College, observou que Rao foi um dos poucos antropólogos que realizou pesquisas em meio a grupos que tiram seu sustento básico de outros grupos culturais.  O termo "povos peripatéticos", que foi cunhado por ela, tornou-se parte da terminologia acadêmica.  Ela definiu os povos peripatéticos como "os grupos endogâmicos que empregam a mobilidade espacial regular como estratégia econômica".

## Trabalho escrito
Em Les Ġhorbat d'Afghanistan. Aspects Économiques d'un Groupe Itinérant 'Jat',  Rao discutiu a subsistência do povo Jat do Afeganistão, com foco no povo Ghorbat.   Asta Olesen sugeriu que no livro, Rao preencheu "uma lacuna quase completa no conhecimento do quebra-cabeça étnico do Afeganistão". De acordo com Jon W. Anderson, da Universidade da Carolina do Norte, o livro tornou acessíveis os 19 meses de trabalho de campo nele apresentados.
Gropper sugeriu que seu livro The Other Nomads: Peripatetic Minorities in Cross-Cultural Perspective (1987) carecia de estrutura e relevância para trabalhos futuros.
Ao revisar Culture, Creation, and Procreation: Concepts of Kinship in South Asian Practice, um livro que foi co-autoria por Rao em 2000, Ann Grodzins Gold da Syracuse University apontou que uma grande parte de seu conteúdo havia sido extraída do campo antropológico estudos concluídos ou iniciados na década de 1970 e início de 1980 e que o livro carecia de "nova etnografia".  Gold também disse que uma apresentação unilateral do essencialismo cultural não dava muita credibilidade a uma interpretação pós-colonial. Ela observou que os autores cobriam substancialmente os "contextos geográficos e etnográficos" do sul da Ásia.
O livro de coautoria de Rao, Estranhos costumeiros: novas perspectivas sobre os povos peripatéticos no Oriente Médio, África e Ásia, publicado em 2004, foi um conjunto de ensaios principalmente etnográficos em torno do papel das interações entre povos assentados e deslocados. Em um dos ensaios, ela analisou pesquisas realizadas com alguns nômades afegãos em 1975-1978, sua autopercepção e como eram percebidos pela população sedentária do Afeganistão.  No livro, Rao construiu trabalhos anteriores conduzidos por Georg Simmel. Robert M. Hayden , da Universidade de Pittsburgh, revisou o livro, acreditando que o livro poderia servir no futuro como um estudo de referência sobre os povos deslocados. Hayden também acreditava que a explicação de Rao para o sucesso do estilo de vida peripatético era um bom resumo do consenso acadêmico em torno do estilo de vida peripatético.
O livro co-autor e co-editado de Rao, Nomadism in South Asia, é uma série de ensaios sobre o nomadismo no sul da Ásia. Vinay Kumar Srivastava disse que as investigações etnográficas feitas sobre o nomadismo pelos autores são extensas. Ele acrescentou ainda que "...este é o primeiro volume do gênero que reúne diferentes escritos, de diferentes contextos culturais sobre nômades".  De acordo com Bahram Tavakolian, da Denison University, o livro esclareceu a compreensão de como "ambiente, estrutura e agência" interagiam em culturas nômades.
Rao recebeu o prêmio Choice em 1999, por seu livro Autonomy: Life Cycle, Gender, and Status between Himalayan Pastoralists.

## Morte
Rao morreu de câncer em 28 de junho de 2005.

## Trabalhos

### Livros de autoria
- Rao, Aparna (1998). Autonomy: Life Cycle, Gender, and Status among Himalayan Pastoralists. New York: Berghahn Books. LCCN 97015842
- Rao, Aparna (1988). Entstehung und Entwicklung Ethnischer Identität bei einer Islamischen Minderheit in Südasien: Bemerkungen zur Geschichte der Bakkarwal im Westlichen Himalaya. Berlin: Das Arabische Buch. LCCN 88204809
- Rao, Aparna (1982) [Composed 1980]. Les Ġhorbat d'Afghanistan. Aspects Économiques d'un Groupe Itinérant 'Jat'. Paris: A.D.P.F. LCCN 83174197
- Rao, Aparna (1979). Note Préliminaire sur les Jat d'Afghanistan /cAparna Rao (em francês) Reprint from: Studia Iranica, t.8, fasc. 1 ed. [S.l.]: Association pour l'avancement des Études Iraniennes. OCLC 1039700457

### Livros editados
- Rao; Bollig; Böck, eds. (2007). The Practice of War: Production, Reproduction and Communication of Armed Violence. New York; Oxford: Berghahn Books. LCCN 2008299236
- Rao; Casimir, eds. (2003). Nomadism in South Asia. Col: Oxford in India Readings in Sociology and Social Anthropology. New Delhi: Oxford University Press. LCCN 2003321544
- Rao; Berland, eds. (2004). Customary Strangers: New Perspectives on Peripatetic Peoples in the Middle East, Africa, and Asia. Westport, Connecticut: Praeger. LCCN 2003060424
- Rao; Böck, eds. (2000). Culture, Creation, and Procreation: Concepts of Kinship in South Asian Practice. New York: Berghahn Books. LCCN 00060885
- Rao; Casimir, eds. (1992) [Composed 1987]. Mobility and Territoriality: Social and Spatial Boundaries Among Foragers, Fishers, Pastoralists, and Peripatetics (Conference papers and proceedings: Outcome of a conference held under the auspices of the Deutsche Gesellschaft für Völkerkunde, in Cologne in October 1987). New York: Berg. LCCN 91023207
- Rao; Orywal; Bollig, eds. (1996). Krieg und Kampf: die Gewalt in Unseren Köpfen (em alemão). Berlin: D. Reimer. OCLC 36406067
- Rao, ed. (1987). The Other Nomads: Peripatetic Minorities in Cross–Cultural Perspective. Col: Kölner Ethnologische Mitteilungen, Volume 8. Köln: Böhlau Verlag. LCCN 87153302

### Papéis selecionados
- Rao, Aparna (1987). «The Concept of Peripatetics: An Introduction». In:  Rao. The Other Nomads: Peripatetic Minorities in Cross–Cultural Perspective. Col: Kölner Ethnologische Mitteilungen, Volume 8. Köln: Böhlau Verlag. LCCN 87153302
- Rao, Aparna; Casimir, Michael J. (agosto de 1985). «Vertical Control in the Western Himalaya: Some Notes on the Pastoral Ecology of the Nomadic Bakrwal of Jammu and Kashmir». International Mountain Society. Mountain Research and Development. 5 (3): 221–232. JSTOR 3673355. doi:10.2307/3673355 registro
- Rao, Aparna; Casimir, Michael J. (setembro de 1995). «Prestige, Possessions, and Progeny: Cultural Goals and Reproductive Success Among the Bakkarwal». Springer. Human Nature. 6 (3): 241–272. PMID 24203092. doi:10.1007/BF02734141
- Rao, Aparna; Zhang, Yanchun; Thelen, Nina (setembro de 2009). «Social Protection in Fiscal Stimulus Packages: Some Evidence» (PDF). United Nations Development Programme
- Rao, Aparna (julho–setembro de 1985). «Des Nomades Méconnus: Pour une Typologie des Communautés Péripatétiques». École des Hautes Études en Sciences Sociales. L'Homme (em francês). 25 (95): 97–120. JSTOR 25132145. doi:10.3406/hom.1985.368592 registro
- Rao, Aparna; Casimir, Michael J. (março de 1998). «Sustainable Herd Management and the Tragedy of No Man's Land: An Analysis of West Himalayan Pastures Using Remote Sensing Techniques». Springer. Human Ecology. 26 (1): 113–134. doi:10.1023/A:1018701001793